# Gonzalo Garrido
Pour les articles homonymes, voir Garrido (homonymie).
Garrido  Zenteno est un nom espagnol. Le premier nom de famille, en général paternel, est Garrido ; le second, en général maternel, souvent omis, est Zenteno.
Gonzalo Andrés Garrido Zenteno, né le 2 septembre 1973 à Concepción, est un coureur cycliste chilien.

## Biographie
En 2003, Gonzalo Garrido remporte à 29 ans le championnat du Chili sur route. Il le gagne ensuite à trois autres reprises, en 2006, 2007 et 2011. Cette même année, à 37 ans, il remporte également le championnat national du contre-la-montre, ainsi que le Tour du Chili, aux dépens de Marco Antonio Arriagada, déclassé pour dopage aux anabolisants.

## Palmarès sur route
- 1997
  - 3e du championnat du Chili sur route
- 1999
  - 3e du championnat du Chili sur route
- 2000
  - 10e étape du Tour du Chili
  - 2e du championnat du Chili sur route
- 2001
  - 3e du Tour du Chili
- 2002
  - 3e étape du Tour du Chili
- 2003
  -  Champion du Chili sur route
- 2004
  - 3e du championnat du Chili sur route
- 2005
  - 2ea étape de la Vuelta por un Chile Líder (contre-la-montre par équipes)
- 2006
  -  Champion du Chili sur route
  - 3eb étape de la Vuelta por un Chile Líder (contre-la-montre par équipes)
- 2007
  -  Champion du Chili sur route
  - 2eb étape de la Vuelta por un Chile Líder (contre-la-montre par équipes)
- 2008
  - 2e du championnat du Chili sur route
- 2011
  -  Champion du Chili sur route
  -  Champion du Chili du contre-la-montre
  - Classement général du Tour du Chili[1],[2]
  - Tour de Chihuahua :
    - Classement général
    - Prologue

  -  Médaillé d'argent du championnat panaméricain sur route
- 2012
  - 1re étape du Tour du Chili (contre-la-montre par équipes)
  - Volta del Llagostí
  - 1re étape du Tour du Costa Rica
  - 3e du Tour du Chili
- 2013
  - 10e étape du Tour de Mendoza
  -  Médaillé d'argent de la course en ligne des Jeux bolivariens
  - 3e de la Clásica 1° de Mayo
- 2014
  -  Médaillé d'or de la course en ligne des Jeux sud-américains
- 2015
  - 2e du championnat du Chili sur route
- 2017
  - 2e du championnat du Chili sur route

## Classements mondiaux
| Année            | 2005 | 2006 | 2007 | 2008 | 2009 | 2010 | 2011  | 2012 | 2013 | 2014 | 2015 | 2016 |
| ---------------- | ---- | ---- | ---- | ---- | ---- | ---- | ----- | ---- | ---- | ---- | ---- | ---- |
| UCI America Tour | 366e | 320e | 372e | 106e | 299e | 298e | 6e    | 136e | 130e |      | 113e | 54e  |
| UCI Europe Tour  |      |      |      |      |      |      | 1222e |      |      |      |      |      |